# STS-61-L
STS-61-L seria uma missão da NASA realizada pelo ônibus espacial Columbia. O lançamento estava previsto para 6 de novembro de 1986, contudo foi cancelado após o desastre do Challenger, em 28 de janeiro de 1986, na missão STS-51-L.

## Tripulação
| Comandante               | Não Anunciado        | Não Anunciado        | Não Anunciado        |
| Piloto                   | Michael John Smith   | Michael John Smith   | Michael John Smith   |
| Especialista de missão 1 | Não Anunciado        | Não Anunciado        | Não Anunciado        |
| Especialista de missão 2 | Não Anunciado        | Não Anunciado        | Não Anunciado        |
| Especialista de missão 3 | Não Anunciado        | Não Anunciado        | Não Anunciado        |
| Especialista de carga 1  | Não Anunciado        | Não Anunciado        | Não Anunciado        |
| Especialista de carga 2  | John Harrison Konrad | John Harrison Konrad | John Harrison Konrad |

## Tripulação Reserva
| Especialista de carga | Stephen Lee Cunningham | Stephen Lee Cunningham | Stephen Lee Cunningham |

## Objetivos
Missão planejada para o lançamento de três satélites de comunicação: MSL-3, GSTAR-III, SYNCOM IV-5S. John Konrad, da Hughes, estava escalado como especialista de carga, sendo responsável pelo satélite militar SYNCOM. Com a tragédia do Challenger, o lançamento de satélites pelo Programa de Ônibus Espacial foi interrompido. Somente na missão STS-32, realizada em janeiro de 1990, o satélite SYNCOM IV, também conhecido como Leasat 5, foi lançado.

## Referência
1. ↑  «Space Shuttle Shedule 1986» (PDF). Flight International. Consultado em 28 de fevereiro de 2008